# 와카바야시 도모카
와카바야시 토모카(若林 倫香,わかばやし ともか, 1996년 4월 23일 - )는 일본 여성 아이돌 그룹 전 SKE48의 멤버이다.

## 개요
- 전 SKE48 팀KII 멤버.
- 2012년 7월 2일, 동월 말에 SKE48를 졸업하는 것을 발표하였다.
- 2012년 7월 31일, SKE48를 졸업하였다.